# Tramea liberata
Tramea liberata – gatunek ważki z rodziny ważkowatych (Libellulidae).